# Großer Preis von Indianapolis (Motorrad)

Streckenführung beim Motorrad-Grand-Prix

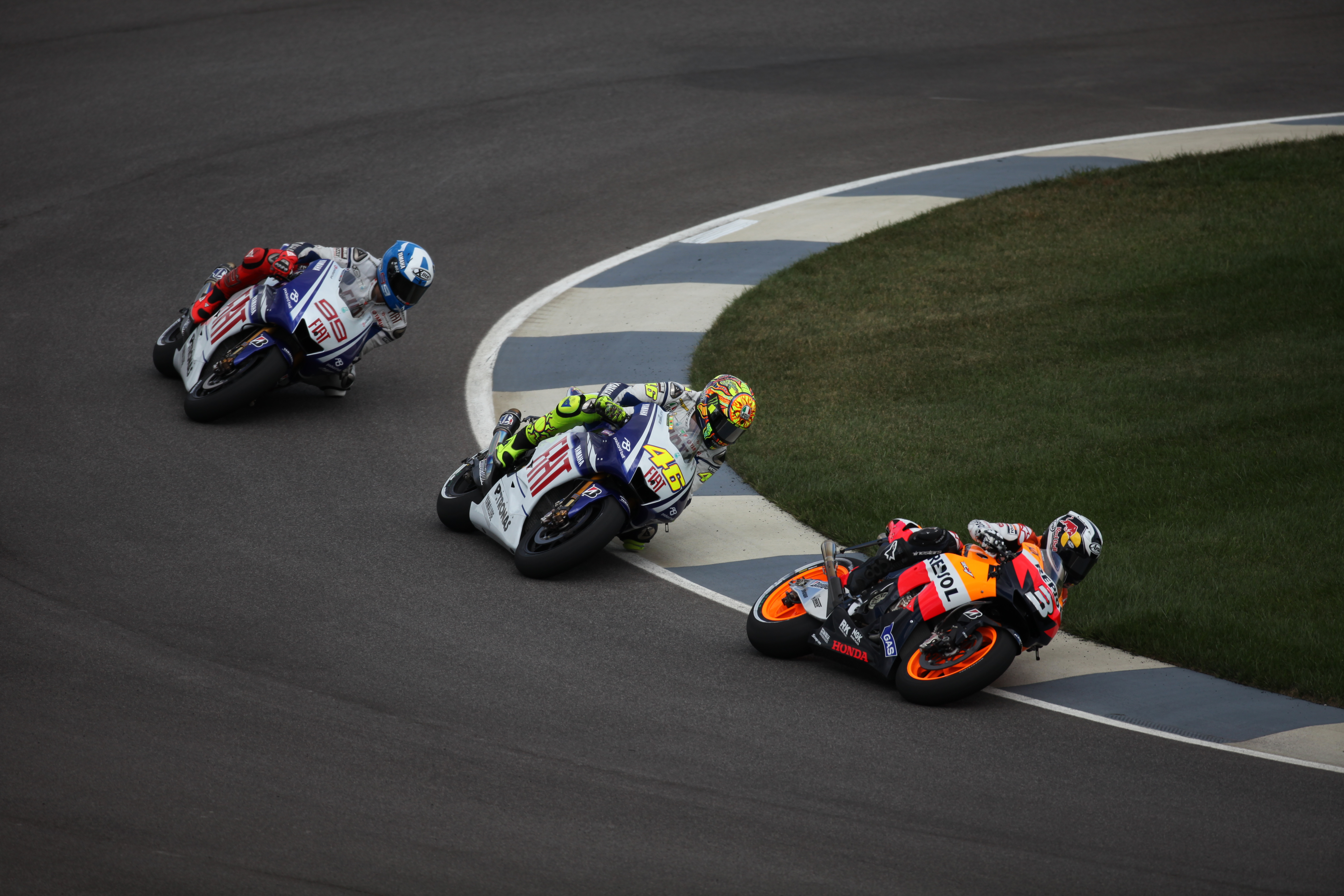
Rennszene aus dem Jahr 2009: Dovizioso (Honda) führt vor Rossi und Lorenzo (beide Yamaha)

Der Große Preis von Indianapolis für Motorräder ist ein Motorrad-Rennen, das seit 2008 ausgetragen wird und seitdem zur Motorrad-Weltmeisterschaft zählt. Er findet auf dem Indianapolis Motor Speedway statt.
Die befahrene Strecke liegt innerhalb des berühmten Ovalkurses und ist 4186 Meter lang. Sie ist größtenteils gleich der von der Formel 1 genutzten Piste, wird jedoch in entgegengesetzter Richtung befahren.
Im Gegensatz zum Grand Prix der USA für Motorräder in Laguna Seca, bei dem nur die MotoGP-Klasse startete, gehen in Indianapolis alle drei Soloklassen an den Start.
Der erste ausgetragene Grand Prix 2008 wurde stark durch den Hurrikan Ike beeinflusst, der beinahe das gesamte Rennwochenende für nasse Streckenverhältnisse sorgte. Am Renn-Sonntag müssen sowohl das 125-cm³- als auch das MotoGP-Rennen wegen Regens bzw. Wind abgebrochen werden, das 250er-Rennen fiel den schlechten Wetterbedingungen ganz zum Opfer. Im 125er-Lauf konnte der 19-jährige Spanier Nicolás Terol den ersten Grand-Prix-Sieg seiner Karriere feiern, in der MotoGP-Klasse übertraf Valentino Rossi mit seinem 69. Sieg den bis dahin bestehen Rekord von Giacomo Agostini an Rennsiegen in der Königsklasse.

## Statistik
| Auflage | Jahr | Strecke      | Klasse  | Sieger                             | Zweiter                            | Dritter                            | Pole-Position             | Schn. Rennrunde           |
| ------- | ---- | ------------ | ------- | ---------------------------------- | ---------------------------------- | ---------------------------------- | ------------------------- | ------------------------- |
| 1       | 2008 | Indianapolis | 125 cm³ | Nicolás Terol (Aprilia)            | Pol Espargaró (Derbi)              | Stefan Bradl (Aprilia)             | Pol Espargaró (Derbi)     | Stefan Bradl (Aprilia)    |
| 1       | 2008 | Indianapolis | 250 cm³ | Wegen schlechten Wetters abgesagt. | Wegen schlechten Wetters abgesagt. | Wegen schlechten Wetters abgesagt. | Marco Simoncelli (Gilera) | –                         |
| 1       | 2008 | Indianapolis | MotoGP  | Valentino Rossi (Yamaha)           | Nicky Hayden (Honda)               | Jorge Lorenzo (Yamaha)             | Valentino Rossi (Yamaha)  | Valentino Rossi (Yamaha)  |
|         |      |              |         |                                    |                                    |                                    |                           |                           |
| 2       | 2009 | Indianapolis | 125 cm³ | Pol Espargaró (Derbi)              | Bradley Smith (Aprilia)            | Simone Corsi (Aprilia)             | Julián Simón (Aprilia)    | Bradley Smith (Aprilia)   |
| 2       | 2009 | Indianapolis | 250 cm³ | Marco Simoncelli (Gilera)          | Hiroshi Aoyama (Honda)             | Álvaro Bautista (Aprilia)          | Mike Di Meglio (Aprilia)  | Marco Simoncelli (Gilera) |
| 2       | 2009 | Indianapolis | MotoGP  | Jorge Lorenzo (Yamaha)             | Alex De Angelis (Honda)            | Nicky Hayden (Ducati)              | Dani Pedrosa (Honda)      | Jorge Lorenzo (Yamaha)    |
|         |      |              |         |                                    |                                    |                                    |                           |                           |
| 3       | 2010 | Indianapolis | 125 cm³ | Nicolás Terol (Aprilia)            | Sandro Cortese (Derbi)             | Pol Espargaró (Derbi)              | Marc Márquez (Derbi)      | Marc Márquez (Derbi)      |
| 3       | 2010 | Indianapolis | Moto2   | Toni Elías (Moriwaki)              | Julián Simón (Suter)               | Scott Redding (Suter)              | Julián Simón (Suter)      | Julián Simón (Suter)      |
| 3       | 2010 | Indianapolis | MotoGP  | Dani Pedrosa (Honda)               | Ben Spies (Yamaha)                 | Jorge Lorenzo (Yamaha)             | Ben Spies (Yamaha)        | Dani Pedrosa (Honda)      |
|         |      |              |         |                                    |                                    |                                    |                           |                           |
| 4       | 2011 | Indianapolis | 125 cm³ | Nicolás Terol (Aprilia)            | Maverick Viñales (Aprilia)         | Sandro Cortese (Aprilia)           | Nicolás Terol (Aprilia)   | Nicolás Terol (Aprilia)   |
| 4       | 2011 | Indianapolis | Moto2   | Marc Márquez (Suter)               | Pol Espargaró (FTR)                | Esteve Rabat (FTR)                 | Marc Márquez (Suter)      | Andrea Iannone (Suter)    |
| 4       | 2011 | Indianapolis | MotoGP  | Casey Stoner (Honda)               | Dani Pedrosa (Honda)               | Ben Spies (Yamaha)                 | Casey Stoner (Honda)      | Casey Stoner (Honda)      |
|         |      |              |         |                                    |                                    |                                    |                           |                           |
| 5       | 2012 | Indianapolis | Moto3   | Luis Salom (Kalex-KTM)             | Sandro Cortese (KTM)               | Jonas Folger (Kalex-KTM)           | Sandro Cortese (KTM)      | Romano Fenati (FTR-Honda) |
| 5       | 2012 | Indianapolis | Moto2   | Marc Márquez (Suter)               | Pol Espargaró (Kalex)              | Julián Simón (Suter)               | Pol Espargaró (Kalex)     | Marc Márquez (Suter)      |
| 5       | 2012 | Indianapolis | MotoGP  | Dani Pedrosa (Honda)               | Jorge Lorenzo (Yamaha)             | Andrea Dovizioso (Yamaha)          | Dani Pedrosa (Honda)      | Dani Pedrosa (Honda)      |
|         |      |              |         |                                    |                                    |                                    |                           |                           |
| 6       | 2013 | Indianapolis | Moto3   | Álex Rins (KTM)                    | Álex Márquez (KTM)                 | Maverick Viñales (KTM)             | Álex Rins (KTM)           | Isaac Viñales (FTR-Honda) |
| 6       | 2013 | Indianapolis | Moto2   | Esteve Rabat (Kalex)               | Takaaki Nakagami (Kalex)           | Scott Redding (Kalex)              | Scott Redding (Kalex)     | Simone Corsi (Kalex)      |
| 6       | 2013 | Indianapolis | MotoGP  | Marc Márquez (Honda)               | Dani Pedrosa (Honda)               | Jorge Lorenzo (Yamaha)             | Marc Márquez (Honda)      | Marc Márquez (Honda)      |
|         |      |              |         |                                    |                                    |                                    |                           |                           |
| 7       | 2014 | Indianapolis | Moto3   | Efrén Vázquez (Honda)              | Romano Fenati (KTM)                | Jack Miller (KTM)                  | Jack Miller (KTM)         | Álex Rins (Honda)         |
| 7       | 2014 | Indianapolis | Moto2   | Mika Kallio (Kalex)                | Maverick Viñales (Kalex)           | Dominique Aegerter (Suter)         | Mika Kallio (Kalex)       | Mika Kallio (Kalex)       |
| 7       | 2014 | Indianapolis | MotoGP  | Marc Márquez (Honda)               | Jorge Lorenzo (Yamaha)             | Valentino Rossi (Yamaha)           | Marc Márquez (Honda)      | Marc Márquez (Honda)      |
|         |      |              |         |                                    |                                    |                                    |                           |                           |
| 8       | 2015 | Indianapolis | Moto3   | Livio Loi (Honda)                  | John McPhee (Honda)                | Philipp Öttl (KTM)                 | Danny Kent (Honda)        | Isaac Viñales (KTM)       |
| 8       | 2015 | Indianapolis | Moto2   | Álex Rins (Kalex)                  | Johann Zarco (Kalex)               | Franco Morbidelli (Kalex)          | Álex Rins (Kalex)         | Franco Morbidelli (Kalex) |
| 8       | 2015 | Indianapolis | MotoGP  | Marc Márquez (Honda)               | Jorge Lorenzo (Yamaha)             | Valentino Rossi (Yamaha)           | Marc Márquez (Honda)      | Marc Márquez (Honda)      |

## Verweise